# Theresienstadt (película)
Theresienstadt: Un documental sobre la zona de poblamiento judío (Theresienstadt. Ein Dokumentarfilm aus dem jüdischen Siedlungsgebiet en V.O) es un falso documental de propaganda nazi rodado en el Campo de concentración de Theresienstadt bajo la forzada dirección de Kurt Gerron, un director de cine judío alemán interno en el campo y que cuando acabó el rodaje fue enviado a Auschwitz junto con parte de su equipo, siendo todos ellos asesinados en las cámaras de gas. Sylvie Lindeperg, de la Universidad de París I Panthéon-Sorbonne, lo ha llamado «comedia bajo el terror».

## Historia
La película Theresienstadt. Documental sobre la zona de poblamiento judío fue rodada entre agosto y septiembre de 1944. Fue encargada por la Gestapo de Praga con fines de propaganda. Unos meses antes había visitado el campo-gueto de Theresienstadt una delegación de la Cruz Roja encabezada por el suizo Maurice Rossel, quien tras la inspección escribió unos informes favorables sobre la situación de los judíos en el campo. Lo que había sucedido era que los nazis habían preparado cuidadosamente la inspección transformando radicalmente el aspecto del campo. Así de antecámara de la muerte fue presentado como un gueto modelo ―al estilo de un pueblo Potemkin― donde los judíos eran tratados con gran humanidad. El film debía completar el engaño presentando el campo como un idílico lugar de veraneo. Para disimular la endémica sobrepoblación del campo, mucha gente había sido deportada a Auschwitz antes de que viniera la delegación de la Cruz Roja.
El rodaje fue supervisado personalmente por el comandante del campo Karl Rahm y por el director del noticiario nazi de Praga Karel Peceny. Kurt Gerron, director de cine judío alemán interno en el campo fue obligado por la Gestapo a dirigir la película. Cuando acabó el rodaje Gerron fue deportado a Auschwitz, junto con parte del equipo del film, y todos ellos fueron asesinados en las cámaras de gas.
Aunque el film se presentó como un documental en realidad se trató de una obra de ficción, con su guion, sus decorados, su vestuario, sus actores y con repeticiones de escenas y con instrucciones precisas para los que aparecían en las tomas, como la de que nunca miraran a la cámara, incluso cuando eran filmados en primer plano. Como decorados se reutilizaron los construidos en los talleres del campo para la visita de la Cruz Roja: el pabellón de los niños, los campos de deportes, la sala de lectura, el quiosco de música, las tiendas ficticias con los escaparates repletos de artículos. El guion también se inspiró en la puesta en escena elaborada para la delegación internacional. Como ha señalado Sylvie Lindeperg, la película «superó en engaño a la visita organizada para la Cruz Roja. Las torres de vigilancia y los alambres de espino, el comandante Rahm y los guardias nazis son invisibles: la realidad concentracionaria queda fuera del campo de las imágenes». Así «transforma a los detenidos del campo-gueto en libres ciudadanos de una apacible ciudad de provincias», validando de esta forma el título del «documental», «Theresienstadt, zona de poblamiento judío», no campo de concentración o campo de tránsito hacia los campos de exterminio como Auschwitz.
Un ejemplo del falso documental puede ser la penúltima secuencia del film en la que aparecen tres niños con sus padres y con sus abuelos reunidos alrededor de una mesa para la cena. Aquí el engaño es doble, como ha destacado Sylvie Lindeperg: «En Teresienstadt, los internos vivían en grandes barracones; los niños estaban separados de sus padres, las esposas de sus maridos. Además las deportaciones habían desmembrado trágicamente a las familias, hasta el punto que era difícil encontrar tres generaciones de una misma estirpe reunidos en el campo. Para componer la escena, el equipo del film reunió a dos familias ―los Cohen de Amsterdam y los Kozower de Berlin― que fueron instalados en la misma mesa por las necesidades del rodaje». Además hay que considerar la escasa alimentación que recibían los internos, por lo que en el rodaje de otra secuencia en la que aparecían niños comiendo unas rebanadas de margarina hubo que repetir las tomas varias veces porque los niños hambrientos se las comían tan deprisa que no daba tiempo a tener la cámara preparada. Por otro lado, en la escena del hospital las personas que aparecen en las camas presentan buen aspecto ―y muestran caras felices, lo que no deja de ser absurdo― porque los verdaderos enfermos habían sido deportados a los campos de exterminio donde fueron asesinados.
En otra de las secuencias se muestra un concierto en el que una orquesta compuesta por músicos internos del campo bajo la dirección de otro interno, Karel Ancerl, interpreta el Estudio para cuerdas compuesto en el campo por el interno Pavel Haas. Poco después del rodaje los músicos, el director de orquesta y el compositor, junto con una treintena de niños del coro, fueron deportados a Auschwitz y muchos de ellos, no así el director que más tarde alcanzaría fama mundial al frente de la Orquesta Filarmónica Checa, asesinados en las cámaras de gas.
El progreso de la guerra a finales de 1944 y principios de 1945 hizo imposible que se completara la producción del film. Tras una proyección preliminar a principios de abril de 1945 a miembros del gobierno y las SS, hubo otras para grupos humanitarios internacionales en Theresienstadt ese mismo mes. La distribución se detuvo con la derrota alemana. El film desapareció después de la guerra pero a partir de los años 1960 aparecieron varios fragmentos del mismo. En la actualidad un tercio de su metraje ha sido recuperado.